# 上保美香子
上保 美香子（じょうほ みかこ、1988年3月4日 - ）は、日本のシンガーソングライター。

## 人物・来歴
株式会社マッシュアップエンターテイメント所属。
1988年3月4日生まれ、千葉県佐倉市出身。4歳から、クラシックピアノを、2010年7月からジャズピアノを始める。

モデルとしてキャリアをスタートした後、その透き通るような歌声で、シンガーソングライターとして活動開始。
2012年、米国メリーランド州ボルティモアで開催されている全米最大級日本アニメのコンベンション「オタコン」にライヴゲスト出演、アニメ曲をジャズアレンジしたものが注目を集めた。

2013年にテイチクエンタテイメントから1stシングル「君が好きだった」でメジャーデビュー。（テレビ東京系列「解禁!暴露ナイト」2013年9月度エンディングテーマ）

2015年にユニバーサルミュージックから2ndシングル「Rain」発売。

2017年に自身初となるミニアルバム「Larme」を全国リリース。
2018年に結婚を発表し、出産に伴い活動を大幅に縮小した。

## ディスコグラフィ

### シングル
| 発売           | タイトル       | 品番       | 備考                                                                                   |
| -------------- | -------------- | ---------- | -------------------------------------------------------------------------------------- |
| 2013年10月23日 | 君が好きだった | TECH-10358 | シングル （c/w Destiny） テレビ東京系「解禁！暴露ナイト」2013年9月度エンディングテーマ |
| 2015年7月22日  | Rain           | BWRC-1015  | MAXIシングル                                                                           |